# Kurt Aland
Kurt Aland, född den 28 mars 1915, död den 13 april 1994, var en tysk teolog, gift med Barbara Aland.
Kurt Aland, som från 1959 var professor i Münster, ägnade sig huvudsakligen åt Nya testamentets exegetik från ett textkritiskt perspektiv. Hans betydelse för textkritisk bibelforskning var betydande.
Aland var under lång tid en av huvudutgivarna av den vetenskapliga utgåvan av Nya testamentet, Novum Testamentum Graece, ofta kallad Nestle–Aland. Han utgav även en sammanställning av Luthercitat.
Land var ledamot av Göttingens vetenskapsakademi och av  sachsiska vetenskapsakademien.